# Command & Conquer: Generals
Command & Conquer: Generals is een real-time strategyspel uit de Command & Conquer-serie. Generals maakt gebruik van de SAGE-engine (Strategy Action Game Engine). Dit is een aangepaste versie van de engine die gebruikt werd voor Command & Conquer: Renegade. Generals is uitgebracht voor de Microsoft Windows platforms in 2003. Een Mac OS versie is uitgebracht in 2004, wat betekende dat de Command & Conquer serie terugkeerde op dat platform. Een uitbreidingspakket, getiteld Command & Conquer: Generals - Zero Hour kwam voor PC's in 2003 uit en in 2005 voor Mac OS. Op de VGA 2011 is er een vervolg aangekondigd genaamd Command & Conquer.

## Verhaal
Generals vindt plaats in de nabije toekomst. Spelers hebben de keuze uit drie facties om te spelen. Dit in plaats van twee zoals het geval was in eerdere delen als Tiberium en Red Alert. In Generals zijn de USA (Verenigde Staten) en China de twee wereldmachten. De GLA (Global Liberation Army) is de laatste factie. Zij willen de VS en China omverwerpen. De GLA is een grote, goed georganiseerde, terroristische organisatie met de wapens van een bij elkaar geraapt leger zoals de Taliban en al-Qaeda. De VS en China zijn tot elkaar veroordeeld als bondgenoten in het spel. Ze werken dan ook geregeld samen tegen de GLA. De GLA wordt afgebeeld als altijd aanwezig en grenzeloze organisatie. Naast het wegzetten van de VS en China als de twee wereldmachten is niet duidelijk wat de verdere doelen van de GLA zijn. De drie fracties lijken in eenzelfde situatie te zitten als de War on Terror.
De speler kan de singleplayer campagnes in een willekeurige volgorde spelen. Elke campagne bestaat uit zeven missies. Om de verhaallijn logisch te laten verlopen is het, het meest waarschijnlijk dat de campagnes van boven naar onder moeten worden afgewerkt. Dus eerst die van de VS, daarna die van de GLA en als laatste die van China. In deze volgorde start de VS met het aanvallen van GLA bases op verschillende locaties, waaronder in Bagdad en bij de Kaspische Zee. Daarna moet er een vijandige Chinese generaal verslagen worden die de GLA steunt. De laatste missie vindt plaats in Akmola, Kazachstan, waar de GLA haar hoofdbasis heeft. De GLA campagne start dan. Zij moeten zich herstellen van de terugslag door de VS. Dit doen ze door het verwerven van fondsen en het opzetten van aanvallen op hun Amerikaanse en Chinese vijanden. Uiteindelijk krijgt de GLA zelf de Bajkonoer in handen en vuurt een Sojoez (raket) af met biologische lading op een stad in de VS. Hierna begint de Chinese campagne. Zij slaan terug na een nucleaire aanval van de GLA op Peking. In deze campagne wordt ook de Drieklovendam vernietigd. De Chinezen zijn uiteindelijk verantwoordelijk voor de ondergang van de GLA.
Het verhaal van Generals gaat door met het uitbreidingspakket Command & Conquer: Generals – Zero Hour. Hierin herovert de VS Baikonur, waarna de GLA de VS omverwerpt als laatste supermacht en China vervolgens zijn kans pakt en de positie van de VS overneemt als enige overgebleven supermacht.

## Gameplay
Generals functioneert zoals de meeste andere RTS spellen. De speler moet een basis opbouwen, een voorraad verzamelen, verschillende gevechtseenheden bouwen en hun vijand(en) verslaan. Veel verschillende eenheden kunnen worden gebouwd. Variërend van infanterie tot voertuigen en vliegeenheden. De speler kan kiezen uit de VS, China en de GLA. Elke fractie heeft weer zijn eigen voor- en nadelen en karaktereigenschappen. Alle fracties hebben enige gelijkheden. Zo trainen ze allemaal hun infanterie in de barracks, hun voertuigen in een fabriek en hebben ze allemaal “high tech” gebouwen nodig om geavanceerde eenheden te bouwen. Alle fracties bezitten middelen om voorraden te verzamelen en fondsen binnen te halen. Verder hebben ze allemaal hun eigen unieke superwapen.
De interface van Generals toont veel overeenkomsten met andere Real Time Strategy spellen als Warcraft III: Reign of Chaos en StarCraft. De speler selecteert hierbij een gebouw om eenheden te bouwen en verbeteringen aan te schaffen. Verder kan de speler individuele eenheden selecteren om speciale eigenschappen te gebruiken. Gebouwen worden gebouwd door een speciale bouweenheid te selecteren en het gebouw ergens op de map te plaatsen.
Net als bij andere Real Time Strategy-spellen hebben de verschillende eenheden voor- en nadelen tegenover andere eenheden. Dit spoort de speler aan om een mix van eenheden te gebruiken om te winnen.
Een voorbeeld, infanterie met geweren kunnen makkelijk andere infanterie doden. Zij zijn kwetsbaar tegen lichte voertuigen en voertuigen tegen infanterie of voertuigen tegen vliegende eenheden. Zij zijn weer kwetsbaar tegen tanks. Waar tanks weer kwetsbaar zijn tegen vliegtuigen en met raketten bewapende infanterie.
Als het spel gespeeld wordt en de speler verslaat een vijandige eenheid in het gevecht, dan zal de speler ervaringspunten krijgen. Deze ervaringspunten kunnen dan gebruikt worden om in de “General Abilities” unieke mogelijkheden te kopen. Dit kan betekenen dat de speler nieuwe eenheden kan bouwen, eenheden kan repareren met een schokgolf, een luchtaanval kan inroepen of versterkingen kan laten invliegen.
Individuele eenheden krijgen ook met het verslaan van vijandige eenheden ervaringspunten. Dit wordt bij hun omgezet in “veterancy” wat ze sterker maakt, net als de Generaal die ze commandeert. Eenheden met meer “veterancy” vallen sneller aan, kunnen meer klappen aan en kunnen zichzelf repareren.

### Factions
Elk van de drie fracties heeft een eigen speelstijl, vergelijkbaar met hun tegenhanger in de echte wereld.

### VS
De VS is het meest technologisch ontwikkeld van de drie fracties. Ze vechten dan ook met een combinatie van krachtige grondeenheden en een grote gevarieerde luchtvloot. De troepen zijn afhankelijk van vaardigheid, mobiliteit en de technologische voorsprong om de ruwe Chinese vuurkracht en de guerrilla-tactiek van de GLA aan te kunnen. De grondvoertuigen van de VS kunnen onbemande UAV’s bouwen voor ondersteuning en reparatie tussen de gevechten. Verder maken de Amerikaanse troepen en voertuigen vaak gebruik van lasertechnologie om de wapens te verbeteren en zich te verdedigen tijdens een aanval. De Amerikaanse infanterie heeft verschillende speciale capaciteiten. Dit zijn onder andere gecamoufleerde lange-afstand sluipschutters en een sterke commando genaamd Colonel Burton. Hij heeft een aantal capaciteiten die gericht zijn op camouflage en explosieven. De VS heeft ook de grootste luchtvloot van het spel. Met aanvals- en transporthelikopters, gevechtsvliegtuigen, hoge-snelheidbommenwerpers en gecamoufleerde bommenwerpers. De Amerikaanse General Abilities zijn gericht op luchtsteun met onder andere luchtaanvallen door A-10 Thunderbolt II’s en Fuel Air bommen.
Daar staat tegenover dat de VS een groot nadeel heeft. Zij verzamelen de voorraden als langzaamste. In vergelijking met wat de eenheden kosten, heeft de VS een minder stabiele toevoer van energie dan China. Verder zijn de high-tech-eenheden erg duur. Dit kan worden ondervangen door genoeg Supply Drop Zones. Als dat niet gebeurt zal de speler een minder groot leger kunnen bouwen en kan zich dan geen verliezen veroorloven. De Chinezen en GLA kunnen in zo’n geval de VS makkelijk overlopen.

##### Eenheden
Infanterie:
- Ranger
- Missile Defender
- Pathfinder
- Pilot
- Kolonel Burton

Tanks:
- Construction Dozer
- Crusader
- Paladin
- Tomahawk
- Humvee

Vliegtuigen:
- Chinook
- Comanche
- Raptor
- Stealth Fighter
- Aurora Bomber

### China
De Volksrepubliek vertrouwt voor een groot deel op pure kracht en grote aantallen, met de nadruk op tanks. China heeft een gelimiteerde luchtmacht. De Chinese speelstijl bestaat uit directe aanvallen en grote aantallen om de sterke technologie van de VS en de camouflage van de GLA het hoofd te bieden. Een aantal Chinese eenheden (de Battlemaster, Red Guard, Tank Hunter en de MiG) verkrijgen teambonussen wanneer zij in groepen aanvallen. China maakt tevens gebruik van propaganda wat (passieve) reparaties geeft aan de troepen. De volksrepubliek heeft een grote keuze uit voertuigen, waaronder gespecialiseerde tanks en artillerievoertuigen. De Chinezen maken verder gebruik van gatling, napalm en kerntechnologie om hun vijanden te vernietigen. China maakt gebruik van geavanceerde elektronische oorlogsvoering door middel van hackers en een spion, die bekend is als Black Lotus. Verder hebben ze EMP wapens in huis. Anders dan de De Chinese Nuke Cannon en Inferno Cannon zijn de enige artillerie-eenheden die granaten afvuren die niet kunnen worden onderschept door verdedigingen, waarin het ze onderscheidt van de artillerie-eenheid van bijvoorbeeld de GLA, de Scud Launcher.
Het grote nadeel van China is dat ze in het algemeen tragere eenheden hebben dan de andere twee fracties. Een uitzondering hierop is de MiG, het Chinese gevechtsvliegtuig. Dit forceert dat de speler veel gebruikmaakt van grootschalige aanvallen. Deze tactiek kan door de snelheid van de GLA en de lucht superioriteit van de VS worden gestuit. Mede door juist gebruik van Speaker Towers kan China toch goed voorbereid zijn op slijtageslagen.

##### Eenheden
Infanterie:
- Red Guard
- Tank Hunter
- Hacker
- Black Lotus

Tanks:
- Battlemaster
- Supply Truck
- Construction Dozer
- Dragon Tank
- Troop Crawler
- Gattling Tank
- Overlord
- Inferno Cannon
- Nuke Cannon

Vliegtuigen:
- MiG

### Global Liberation Army
Technologisch slecht ontwikkeld als zij is, heeft de GLA relatief gezien de zwakste, maar wel mobiele, grondeenheden en geen luchtmacht. De tekortkomingen die ontstaan maakt zij goed door gebruik te maken van guerrillatactieken. Dit resulteert in het aanleggen van mijnenvelden, het uitvoeren van zelfmoordaanslagen, het kapen van voertuigen en het aanleggen van hinderlagen. Razendsnelle verplaatsing is mogelijk via het aanleggen van tunnels over de gehele landkaart. Dit vereist wel het vooraf aanleggen van de desbetreffende tunnel. Een uitzondering is de Sneak Attack, waarbij men een tunneluitgang aanlegt op eender welke plaats op de landkaart.
De GLA heeft een grotere keuze aan infanterie-eenheden en voertuigen om het tekort van het niet hebben van een luchtmacht te niet te doen. Verder heeft de GLA het grootste arsenaal aan camouflage-opties. Ook heeft de GLA een ijzersterke economie. Zo kan zij haar geld halen uit oude wrakken van vijandige voertuigen, geld ontvangen voor elke vernietigde vijandige eenheid en kan het Black Markets bouwen, welke een nieuwe inkomstenbron vormen. Een andere aparte eigenschap van de GLA is dat ze geen elektriciteit nodig hebben om hun basis draaiende te houden. De GLA kan zich van een relatief zwakke, slecht uitgeruste groep tanks een respectabele vijand maken door middel van verbeteringen (upgrades) aan de voertuigen. Dit gaat via het opnemen van vijandige wrakken. De GLA is ook uniek doordat haar gebouwen zichzelf na een tijd automatisch herstellen als ze niet volledig vernietigd zijn. Dit maakt het moeilijk om permanente schade toe te brengen met één schot wapens en eenheden.
De GLA’s giftige wapens, zelfmoordeenheden, camouflagetechniek en verrassingsaanvallen maken het de GLA mogelijk om de vijanden te raken uit onverwachte hoeken. Haar sterke economie in combinatie met de lage kosten aan eenheden maakt het mogelijk de vijanden te overrompelen met grote aantallen. De grootste nadelen voor de GLA zijn dat ze het qua vuurkracht, vuurafstand en duurzaamheid het niet redden bij de Chinese en Amerikaanse eenheden. Daarnaast heeft de GLA geen luchtmacht. Dit heeft tot gevolg dat de speler gedwongen wordt de vijand of uit de weg te gaan, of hem te overklassen in aantal. Een directe confrontatie zal dan waarschijnlijk ook door de GLA worden verloren tegen de superieure vuurkracht van China en de vooruitstrevende technologie van de VS.

##### Eenheden
Infanterie:
- Worker
- Rebel
- RPG-Trooper
- Terrorist
- Angry Mob
- Hijacker
- Jarmen Kell

Tanks:
- Scorpion Tank
- Technical
- Radar Van
- Toxin Tractor
- Quad Cannon
- Rocket Buggy
- Marauder
- Bomb Truck
- SCUD-Launcher

### Neutrale confisqueerbare objecten
- Supply Depot (voorraadaanvoeringszone)
- Oil Derreck (oliebron/oliepomp)
- Oil Refinery (olieraffinaderij)
- Hospital (ziekenhuis, in staat om infanterie-eenheden te genezen)

### World Builder
Generals heeft ook een map editor bijgesloten, deze is alleen voor de PC editie. De World Builder bevat functies als:
- Een terravorming werktuig
- Een intelligent weg systeem. Het kan detecteren wanneer de speler een kruising wil.
- Een werktuig dat flora op de map verspreidt.
- Wegpunten en gebiedsindicatoren die de AI kan gebruiken. Wegpunten bepalen ook de startpunten voor de spelers op een skirmish map.
- Een systeem voor het maken van scripts dat was bedoeld voor de missies in de single-player campagne. Het systeem is erg basis uitgevoerd, maar voldoet voor eenvoudige, statische campagne missie scripts. Toch wordt het bekritiseerd voor het niet hebben van capaciteiten voor alternatieve map programmeren en dynamische scripts. Een voorbeeld van een RTS spel editor met meer mogelijkheden op het gebied van script editoring is Warcraft III’s World Editor, dat drie jaar voor Command & Conquer: Generals is uitgebracht.

De World Builder is niet in de Duitse versie van C&C Generäle “Die ersten zehn Jahre” (The first Decade).

### World Champs
Generals wordt al jaren gespeeld in verschillende toernooivormen. Tegenwoordig is er een jaarlijks terugkerend toernooi waarin de officieuze wereldkampioen wordt bepaald.
2010 - L. Dubbeling
2011 - P. Meesters
2012 - 18 mei 2012

## Soundtrack
Generals biedt zijn spelers voor iedere fractie een aantal eigen muzikale stukken. Het muzikale thema van de VS bestaat uit epische en militaire stukken gecomponeerd door Bill Brown. Het Chinese muzikale thema bevat apocalyptische, orkestrale stukken gecombineerd met Oost-Aziatische instrumenten. De GLA heeft een thema dat bestaat uit een combinatie van geluiden uit het Midden-Oosten en heavy metal muziek, vergelijkbaar met de muziek uit Black Hawk Down.

## De ontvangst
Generals werd voornamelijk positief binnen gehaald. Gebaseerd op 34 reviews, geeft Metacritic een score van 84/100. Verder heeft Generals ook de E3 2002 Game Critics Awards Best Strategy Game award gewonnen.

### “Command & Conquer” Controverse
Fans van het C&C universum constateerden dat Generals het eerste “C&C” RTS spel was dat niet gebruikmaakte van “full motion” videoscenes om het verhaal te vertellen. Verder constateerde de fans dat Generals geen gebruikmaakte van de voor C&C RTS spellen zo unieke en karakteristieke interface en het bouwen vanaf de basis had verlaten.

### Chinees embargo
Ondanks de algemene positieve kijk op China in het spel, wordt Generals uit China geweerd. In de Chinese campagne worden onder andere hardhandige tactieken gebruikt, zoals het vernietigen van het Hong Kong Conventie en Tentoonstelling Centrum nadat het een GLA basis is geworden en het vernietigen van de Drieklovendam om een vloedgolf van water op GLA troepen te storten. De Chinezen maken ook vrij gebruik van nucleaire wapens in het spel, hoewel het beperkt blijft tot kleinere tactische nucleaire wapens.

### Duits embargo
Begin 2003 is een lokale versie van Generals gelanceerd in Duitsland.
Door de toen aankomende 2e golfoorlog besloot de Bundesprüfstelle für jugendgefährdende Medien (BPjM) (Federaal Departement voor jeugdgevaarlijke Media) het spel twee maanden na de originele uitgave in de 2e index te stoppen. Geweldsverheerlijking en verheerlijking van oorlog werden als voornaamste redenen gegeven. Andere factoren zijn dat het spel minderjarige spelers de mogelijkheid gaf de 2e golfoorlog te simuleren voordat de 'echte oorlog' ook maar begonnen was. Bovendien had de speler de mogelijkheid om burgers te doden. Deze factoren hebben het BPjM doen laten besluiten het spel in originele vorm te verbieden.
De verkoop van Generals werd in heel Duitsland stilgelegd. Later in hetzelfde jaar bracht EA een nieuwe versie uit met de naam: “Command & Conquer: Generäle”. In deze versie zijn geen fracties uit de echte wereld opgenomen en wordt er geen relatie met terrorisme gelegd. Een duidelijk voorbeeld is dat de Terrorist eenheid getransformeerd is in een rollende bom en dat alle andere infanterie veranderd is in “cyborgs”. Deze eenheden hadden meer weg van de eenheden uit oudere Command & Conquer spellen.

## Command & Conquer: Generals – Zero Hour
In het uitbreidingspakket voor Generals, genaamd Zero Hour, gaat de nieuwe VS-campagne verder met het gebruiken van troepen in gebieden zoals Kazachstan om de GLA te bevechten. Aan het einde van de VS-campagne is bijna de volledige GLA opgerold. De GLA-campagne begint daar, waar de speler een zwaar beschadigd GLA leidt. Door de campagne heen wint de GLA langzaam aan sterkte terug om het weer op te nemen tegen de VS. Uiteindelijk wordt de GLA zo sterk dat de speler de kans krijgt een aanval uit te voeren op de westkust van de VS. Dit beschadigd de reputatie van de VS zo erg dat zij hun troepen uit Europa terugroepen om de verdediging van het moederland te versterken.
In de laatste campagne van het spel leidt de speler troepen van het Chinese Volksleger. De Chinezen zijn akkoord gegaan om Europa van de GLA af te helpen. Met behulp van tactieken als Tank oorlog en Tactische Nucleaire Raketten krijgt de speler de mogelijkheid om de GLA succesvol te overmeesteren. Het resulteert dat China het vertrouwen krijgt op het wereldtoneel en dat de speler een held wordt voor het Chinese volk.